# Otto Appel
Friedrich Carl Louis Otto Appel, född 19 maj 1867, död 10 november 1952, var en tysk jordbruksforskare.

## Biografi
Appel blev filosofie doktor 1897, tjänsteman vid Biologische Reichanstalt für Land- und Forstwirtschaft i Berlin-Dahlem 1899, och var 1920-33 direktör för anstalten. Från 1922 var han även professor vid Landwirtschaftliche Hochschule. Appel utövade en omfattande såväl praktisk som teoretisk verksamhet och ägnade sig åt växtsjukdomarnas diagnostik, etiologi och praktiska bekämpande. Han utgav Paul Sorauers Handbuch der Pflanzenkrankheiten (6 band, 1924-41), redigerade Phytopalologische Zeitschrift och var medredaktör för Der Biologe och Deutsche landwirtschaftliche Rundschau. I samarbete med konstnären August Dressel utgav han det värdefulla växtpatologiska arbetet Taschenatlas der Gemüsekrankheiten (1933).